# 2011年大阪市長選挙
2011年大阪市長選挙（2011ねんおおさかしちょうせんきょ）は、2011年（平成23年）11月27日に投開票が行われた、大阪市長を選出する選挙。

## 概要
現職だった平松邦夫の任期満了（1期目）に伴う選挙である。大阪府知事であった橋下徹が、大阪都構想などを争点とするために、知事を辞職して鞍替え出馬した。

## 両者の主張
平松は主な主張として、橋下の「大阪都構想」「教育基本条例案」「職員基本条例案」に反対を表明している。また、橋下を「独裁的」であると主張しており、大阪都構想が大阪まるごと乗っ取り宣言であると批判した。
橋下は主な主張として、大阪には府知事と市長の2人の指揮官がいる。府と市の財源を1人の指揮官に集中させ、大型開発（高速鉄道や高速道路の建設、カジノ賭博誘致などの経済政策）を推進する「大阪都構想」、また「職員基本条例案」「教育基本条例案」などの制定を掲げた。

## 選挙データ
- 2011年11月13日 告示

### 投票日
- 2011年11月27日

### 同日選挙
- 大阪府知事選挙

### 投票率
- 確定投票率：60.92%（前回2007年：43.61%）[1]

同日行われた大阪府知事選の投票率は52.88%だった。なお、大阪市長選で投票率が60%を超えたのは、1971年の大阪市長・大阪府知事同日選挙以来40年ぶりであった。

## 立候補者
2名、届け出順
| 候補者名（読み方）            | 年齢 | 党派                                                                                       | 現・新 | 肩書         |
| ----------------------------- | ---- | ------------------------------------------------------------------------------------------ | ------ | ------------ |
| 平松邦夫 （ひらまつ・くにお） | 62   | 無所属（民主党大阪府連支援・自民党大阪府連支持・公明党大阪府連支持・共産党中央委員会支援） | 現     | 大阪市長     |
| 橋下徹 （はしもと・とおる）   | 42   | 大阪維新の会                                                                               | 新     | 前大阪府知事 |

### 選挙戦から撤退した者
- 渡司考一（大阪市会議員、共産党推薦）- 反橋下票の分散を防ぐため出馬を取りやめ、平松を支持。

## 結果
開票結果は下記の通り。
※当日有権者数：2,104,977人 最終投票率：60.92%（前回比：+17.31pts）
| 候補者名 | 年齢 | 所属党派     | 新旧別 | 得票数    | 得票率 | 推薦・支持                                                                    |
| -------- | ---- | ------------ | ------ | --------- | ------ | ----------------------------------------------------------------------------- |
| 橋下徹   | 42   | 大阪維新の会 | 新     | 750,813票 | 58.96% | 大阪維新の会                                                                  |
| 平松邦夫 | 62   | 無所属       | 現     | 522,641票 | 41.04% | 民主党大阪府連支援 自民党大阪府連支持 公明党大阪府連支持 共産党中央委員会支援 |

### 開票結果詳細
| 区       | 得票数 (平松)                                                               | 得票数 (橋下)                                                               | 平松の 惜敗率                                                               | 投票率                                                                      |
| -------- | --------------------------------------------------------------------------- | --------------------------------------------------------------------------- | --------------------------------------------------------------------------- | --------------------------------------------------------------------------- |
| 北区     | 18285                                                                       | 34451                                                                       | 53.08%                                                                      | 60.31%                                                                      |
| 都島区   | 20466                                                                       | 31472                                                                       | 65.03%                                                                      | 63.33%                                                                      |
| 福島区   | 13076                                                                       | 20978                                                                       | 62.33%                                                                      | 62.12%                                                                      |
| 此花区   | 13227                                                                       | 19514                                                                       | 67.78%                                                                      | 60.16%                                                                      |
| 中央区   | 13285                                                                       | 24815                                                                       | 53.54%                                                                      | 58.42%                                                                      |
| 西区     | 11829                                                                       | 26914                                                                       | 43.95%                                                                      | 58.68%                                                                      |
| 港区     | 15942                                                                       | 25538                                                                       | 62.42%                                                                      | 61.07%                                                                      |
| 大正区   | 15201                                                                       | 19712                                                                       | 77.12%                                                                      | 61.12%                                                                      |
| 天王寺区 | 12883                                                                       | 20714                                                                       | 62.19%                                                                      | 64.66%                                                                      |
| 浪速区   | 8533                                                                        | 14053                                                                       | 60.72%                                                                      | 48.87%                                                                      |
| 西淀川区 | 19640                                                                       | 26547                                                                       | 73.98%                                                                      | 60.17%                                                                      |
| 淀川区   | 29599                                                                       | 50077                                                                       | 59.11%                                                                      | 58.04%                                                                      |
| 東淀川区 | 32937                                                                       | 46631                                                                       | 70.63%                                                                      | 57.78%                                                                      |
| 東成区   | 15778                                                                       | 22472                                                                       | 70.21%                                                                      | 62.45%                                                                      |
| 生野区   | 22450                                                                       | 29038                                                                       | 77.31%                                                                      | 60.34%                                                                      |
| 旭区     | 21848                                                                       | 26175                                                                       | 83.47%                                                                      | 63.63%                                                                      |
| 城東区   | 35339                                                                       | 49648                                                                       | 71.18%                                                                      | 64.38%                                                                      |
| 鶴見区   | 22390                                                                       | 31274                                                                       | 71.59%                                                                      | 63.08%                                                                      |
| 阿倍野区 | 24700                                                                       | 31931                                                                       | 77.35%                                                                      | 67.34%                                                                      |
| 住之江区 | 25571                                                                       | 38701                                                                       | 66.07%                                                                      | 62.54%                                                                      |
| 住吉区   | 33289                                                                       | 43115                                                                       | 77.21%                                                                      | 61.79%                                                                      |
| 東住吉区 | 28850                                                                       | 37263                                                                       | 77.42%                                                                      | 62.29%                                                                      |
| 平野区   | 43519                                                                       | 51839                                                                       | 83.95%                                                                      | 61.01%                                                                      |
| 西成区   | 24004                                                                       | 27941                                                                       | 85.91%                                                                      | 55.63%                                                                      |
| 出典：   | 大阪市長選挙の開票結果 大阪市長選挙における投票状況（大阪市選挙管理委員会） | 大阪市長選挙の開票結果 大阪市長選挙における投票状況（大阪市選挙管理委員会） | 大阪市長選挙の開票結果 大阪市長選挙における投票状況（大阪市選挙管理委員会） | 大阪市長選挙の開票結果 大阪市長選挙における投票状況（大阪市選挙管理委員会） |

## 選挙の論点
- 大阪の再生
  - 大阪都構想
  - 公務員制度改革（職員基本条例、教育基本条例）

## 選挙戦に対する評価
- ジャーナリストの冷泉彰彦はニューズウィーク日本版に寄せたコラムの中で、「予想通りの圧勝」「地滑り的勝利」としつつ[7]、その要因として「余りにもお粗末な敵失」を挙げた[7]。平松陣営は、橋下がなぜ日の丸・君が代にこだわったのか全く理解しておらず[7]、「日の丸・君が代で攻めれば敵はイデオロギーから反発して感情的になるだろう[7]」という橋下陣営の戦術すなわち罠にまんまと嵌った、とした[7]。また、平松陣営は「反独裁」「反ファシズム」を連呼することしかできない立ち位置に自らを追い込み、それらの「我を忘れた反橋下陣営」を見た有権者は「これでは自分たちの生活向上にも閉塞感打破にも全く役に立たない」という風に見てしまった、と指摘した[7]。
- ジャーナリストの鳥越俊太郎は毎日新聞に寄せたコラムの中で、今回の市長選を「かつて小泉純一郎内閣総理大臣がおこなった小泉選挙の大阪版」とし、シングルイシューを掲げ抵抗勢力という敵をつくって大声で叫ぶ、そしてそれに無党派層があおられた、とした。また、「有権者の熱狂はロクな結果を生まない。それは太平洋戦争の末路が私たちに教えてくれる最大の教訓」で、今回の市長選も郵政選挙のときと同じくメディアのあり方が大きく関わっており、橋下のほうがテレビ向きだった、とした[8]。

## テレビ討論会
平松の古巣でもある毎日放送（MBSテレビ）では、2011年11月24日の19:00 - 20:54枠（スパモク枠、ローカルセールス）にて「激突!選挙直前スペシャル どうなる大阪の運命」と題する生放送のテレビ討論会が企画された。

### 企画趣旨
2011年11月27日に投開票される大阪市長選挙では、現役の平松邦夫と、前大阪府知事の橋下徹の一騎討ちとなり、この選挙が確定的となった9月の段階でテレビ討論会の開催が検討され始めた。毎日放送は「全国が注目する選挙だからこそ、放送する意義がある」として、2人によるテレビ討論会の開催を企画した。
討論会ではこの2名の候補と、ジャーナリストの田原総一朗、更に大阪市民50人をスタジオに迎え、更に視聴者の市民からの電子メールやTwitterを使って、リアルタイムで意見を募集する視聴者参加討論にすることが決まっていた。

### 突如の放送休止
ところが、11月中旬のマスコミ機関各社の世論調査で、橋下候補が優勢とする報道がなされたことから、平松候補側が「今の状況では選挙戦略を練り直さないといけないので出演することができない」と放送前日の11月23日になって申し入れた。これを受けてMBSは急遽この討論会の開催・放送自体を休止することを発表とし、当初後日の遅れネット（日時未定）で放送する予定になっていたTBSテレビ製作の「スパモク!!・爆問パワフルフェイス!」のネット受けに差し替えた。これによりメール・Twitterでの意見募集も中止となり、MBS選挙特番のTwitterも投稿が全て抹消された。

## 時系列
- 2011年9月9日 - 前大阪市議の渡司考一が立候補表明
- 2011年9月19日 - 現職の平松邦夫が立候補表明
- 2011年10月22日 - 橋下徹が立候補表明（10月31日知事辞職）
- 2011年10月31日 - 中川暢三が、立候補を取りやめ
- 2011年11月5日 - 渡司考一が反橋下票集結を理由に、立候補を取りやめ[10]
- 2011年11月13日 - 告示
- 2011年11月27日 - 投票及び開票
- 2011年11月28日 - 選挙会
- 2011年12月18日 - 任期満了